# هاني المصدر
هاني عبد الحكيم سليمان مصدر (أبو العبد؛ 14 أبريل 1981 - 6 يناير 2024) هو رياضي ومدرب فلسطيني، ولد وعاش في قرية المصدّر وسط قطاع غزة، درس في مدرسة المنفلوطي الثانوية للبنين وحصل على الثانوية العامة من مدرسة خالد بن الوليد الثانوية للبنين بالنصيرات، وكان لاعبًا سابقًا ومدربًا للمنتخب الأولمبي الفلسطيني لكرة القدم، كما سبق له أن أشرف على تدريب عدة فرق فلسطينية أبرزها الأقصى وخدمات النصيرات واتحاد دير البلح، الذي قاده للصعود إلى الدوري الفلسطيني لفرق الدرجة الأولى، قبل أن يشرف على المنتخب الأولمبي.

## المسيرة الرياضية
بدأ المصدّر مسيرته كلاعب في صفوف نادي المغازي، ثم التحق بصفوف نادي غزة الرياضي حتى اعتزاله اللعب في عام 2018، ولم يغادر هاني المصدر قطاع غزة خلال مسيرته المهنية ليواصل عمله كمدرب ويحقق مع "اتحاد دير البلح" إنجازًا لافتًا بعد أن صعد بهم من دوري الدرجة الثانية إلى دوري الدرجة الأولى لأندية المحافظات الجنوبية.
وفي عام 2021، انضم المصدّر للمنتخب الوطني الأولمبي كمدرب في الجهاز الفني الذي يقوده الكابتن إيهاب أبو جزر.
كما شارك في العديد من المحطات برفقة "الفدائي" الأولمبي، وأبرزها التصفيات الآسيوية عام 2021 بالأردن، و2023 بالبحرين، وبطولة غرب آسيا 2023 التي أقيمت بالعراق، ودورة الألعاب العربية 2023 بالجزائر، ودورة الألعاب الآسيوية 2023 بالصين.

## الاغتيال
اغتيل هاني المصدر بتاريخ 6 يناير 2024، وذلك بعد قصف الطائرات الإسرائيلية منزله واستهدافه بشكل مباشر في قرية المصدّر وسط قطاع غزة. نعته العديد من الجهات الرسميَّة، ومنها الاتحاد الفلسطيني لكرة القدم.